# Martina Janková
Martina Janková (* 1972 Orlová) je česká operní pěvkyně-sopranistka evropského formátu.
Po absolutoriu Janáčkovy konzervatoře v Ostravě již více než deset let působí jako sólistka opery ve švýcarském Curychu. Disponuje jasným a perlivě čistým hlasem opírajícím se o výbornou pěveckou techniku. Na její hudební růst měla podstatný vliv známá hudebnická rodina severomoravských Kotků, s jejichž rodinnou lidovou kapelou Martina pravidelně vystupovala již od dětství (z rodiny Kotků pochází česká houslistka Hana Kotková).
V posledních letech působila Janková často také na prestižním Salcburském festivalu. Zde vytvořila mj. roli Primy Ancelly v opeře Luigi Cherubiniho Medea a v roce 2009 roli Cherubina ve stěžejním operním díle Wolfganga Amadea Mozarta Figarova svatba. V Salcburku zpívala také sopránové sólo v Symfonii č. 8 od Gustava Mahlera. V roce 2012 byla pověřena hlavní (nominálně mužskou) rolí krále-pastýře Aminty v další Mozartově opeře Il re pastore. Jedním ze spoluúčinkujících byl Rolando Villazón.

## Role
- 2015 Georg Friedrich Händel: The Triumph of Time and Truth, Teatro alla Scala, Osoby a obsazení: Radost (Lucia Cirillo), Krása (Martina Janková), Rozčarování (Sara Mingardo), Čas (Leonardo Cortellazzi). Orchestr Teatro alla Scala řídil Diego Fasolis. Záznam provedení z 28. února 2016 uvedl Český rozhlas. [2]
- 2017 Giovanni Battista Bononcini San Nicola di Bari (Svatý Mikuláš z Bari, 1693) uvedeno 5. prosince 2017 v kostele svatých Šimona a Judy. Zpívali: Martina Janková, Kateřina Kněžíková (soprán), Markéta Cukrová (mezzosoprán) a Furio Zanasi (baryton), hrála Musica Florea, dirigent Marek Štryncl[3]
- 2018 - Leopold Koželuh: Gustav Vasa, Musiikkitalo, Helsinky, premiéra: 3. března 2018. Helsinki Baroque Orchestra, dirigent Aapo Häkkinen, osoby a obsazení: Gustav Vasa (Mario Zeffiri), Kristian II. (Cornelius Uhle), Kristina Gyllenstierna (Martina Janková), Cecilie, Vasova matka (Helena Juntunen), Margareta Vasa (Monica Groop), Sevrin Norrby (Niall Chorell). Spoluúčinkují Helsinský komorní sbor a Helsinský barokní orchestr. Dirigent: Aapo Häkkinen, režie: Ville Sandquist.[4]